# Periclimenaeus ascidiarum
Periclimenaeus ascidiarum is een garnalensoort uit de familie van de Palaemonidae. De wetenschappelijke naam van de soort is voor het eerst geldig gepubliceerd in 1951 door Holthuis.